# Haastrecht

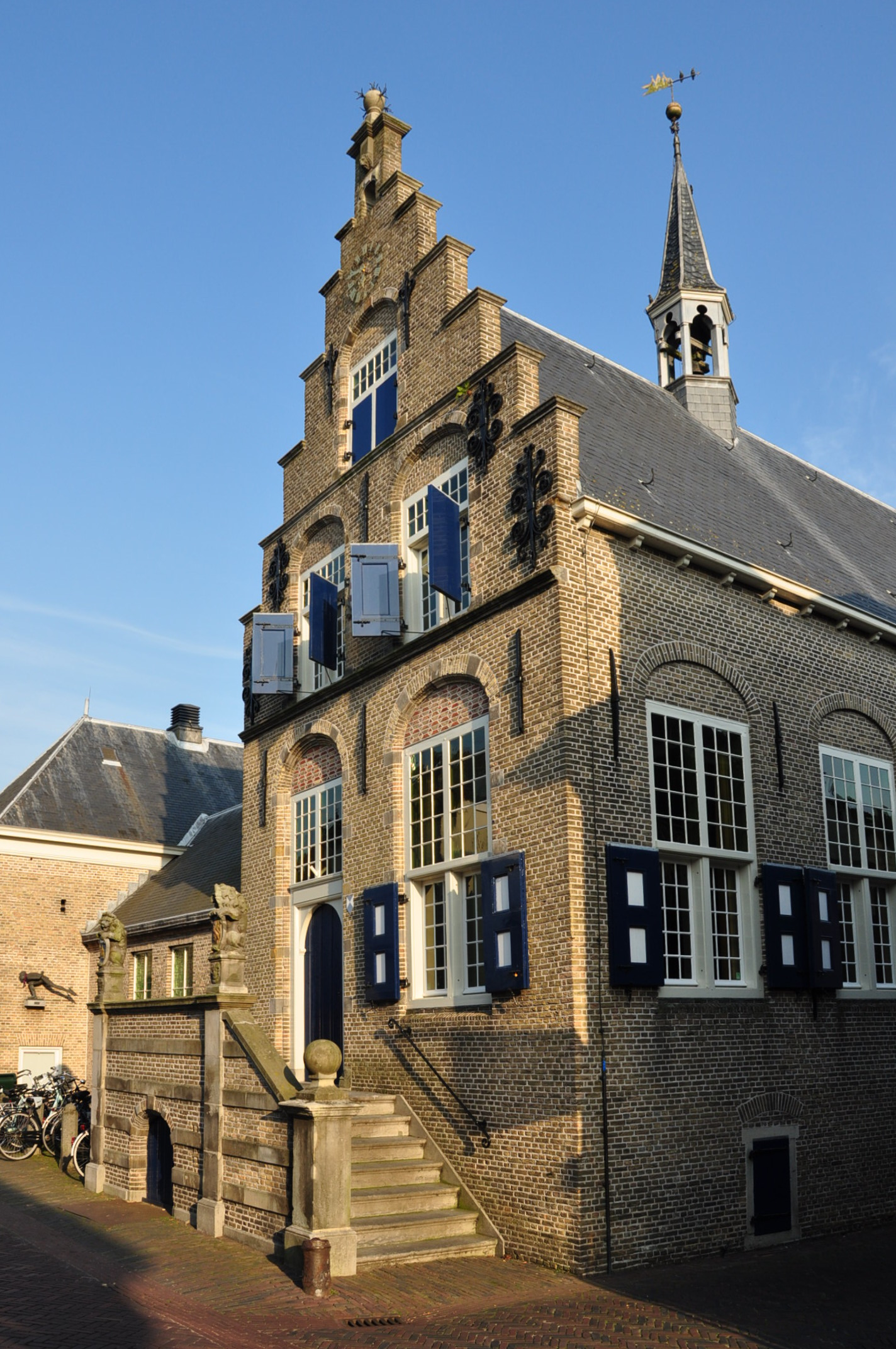
Het stadhuis (1618)

Haastrecht is een stad en voormalige gemeente in de Nederlandse provincie Zuid-Holland en maakt deel uit van de gemeente Krimpenerwaard. Het aantal inwoners is ongeveer 4.345.
Haastrecht ligt in de Krimpenerwaard. Andere dorpen en steden in de Krimpenerwaard zijn Schoonhoven, Bergambacht, Stolwijk, Ammerstol, Berkenwoude, Lekkerkerk, Krimpen aan de Lek, Gouderak en Ouderkerk aan den IJssel.
De N228 loopt door de plaats.

## Geschiedenis
De oorspronkelijke naam van Haastrecht was Havekesdrecht; "drecht van (de) Haveke". Haveke hier kan verwijzen òf naar de vogel òf naar de oude persoonsnaam Haveke. Haastrecht ontstond rond 1100 op de plaats waar het veenriviertje de Vlist uitmondt in de Hollandse IJssel.
Bij deze nederzetting werd later een kasteel gebouwd, waarvan de fundamenten teruggevonden zijn.
Haastrecht heeft rond 1300 stadsrechten gekregen. Een belangrijke scheepvaartroute was via de Vlist naar de Hollandse IJssel. In Haastrecht bevond zich de sluis die beide rivieren met elkaar verbond. Deze sluis is later door Dordrecht verwoest, vanwege concurrentie bij de innamen door tol van de scheepvaart.
In 1515 telde Haastrecht volgens de registers van de verponding, een soort onroerend goedbelasting, 114 huizen.
Van 1883 tot 1907 liep de tramlijn Gouda - Oudewater langs de plaats. Het voormalige tramstation is nu een café.
Tot 1985 was er sprake van een zelfstandige gemeente. In dat jaar werd Haastrecht samengevoegd met de gemeenten Stolwijk en Vlist.
Tot en met 31 december 2014 was Haastrecht onderdeel van de gemeente Vlist. Op 1 januari 2015 ging de plaats samen met de gemeente op in de fusiegemeente Krimpenerwaard.

## Gezichtsbepalende gebouwen
Gezichtsbepalende gebouwen in Haastrecht zijn het stadhuis uit 1618, de ophaalbrug over de IJssel uit 1883 en de hervormde kerk, waarvan de eerste delen in de 13e eeuw zijn ontstaan. Haastrecht is een lange tijd door de familie Bisdom van Vliet bestuurd. Het oude huis van de familie is tegenwoordig een museum; het behoort tot de Top 100 van de Rijksdienst voor de Monumentenzorg. De laatste van de familie was Paulina Bisdom van Vliet, die het gemeenschapshuis Concordia heeft gesticht. Men gaat ervan uit dat de ligging van dit gemeenschapshuis zo door haar bepaald is dat ze vanuit haar huis de Rooms-Katholieke kerk in Haastrecht niet meer kon zien. Tegenover het huis van de familie ligt De Overtuin. Aan de Hollandse IJssel richting Gouda bevond zich het klooster te Stein waarin Desiderius Erasmus enige jaren woonde. Nu staat hier een boerderij. Aan de IJssel in de richting van Oudewater staat sinds 1922 het Klooster van Sint-Gabriël van de paters Passionisten.
Het later voor de afwatering van de Lopikerwaard en de Krimpenerwaard op de IJssel noodzakelijke (stoom)gemaalcomplex is na uit gebruik te zijn genomen in 1992 een Rijksmonument geworden. Het is nu ingericht als het Poldermuseum De Hooge Boezem en dagelijks te bezoeken. In het pomphuis zijn originele machines en installaties aanwezig. Tevens is er een diapresentatie en een permanente tentoonstelling over de ontstaansgeschiedenis van het Waterschap te bekijken.

### Hervormde Kerk Haastrecht
De Hervormde Kerk van Haastrecht is diverse malen verwoest geweest en telkens weer herbouwd. Volgens de informatie op de kerk zelf dateert de onderbouw van de toren uit de 13e eeuw en de tussenbouw uit de 14e eeuw. De bovenbouw dateert uit een veel latere periode (1896). Ook na de brand van 1964 is de kerk weer opnieuw herbouwd.

### Sint-Barnabaskerk
De Sint-Barnabaskerk is een neoclassicistische eenbeukige kerk gebouwd in 1852-1854 naar een ontwerp van W.J. van Vogelpoel.

## Geboren in Haastrecht
- Jo Ypma (1908-1986), auteur
- Guus van Hemert tot Dingshof (1915-1994), burgemeester van Maarn, VVD-senator
- Gert Emmens (1957), componist/musicus
- Hein Vergeer (1961), schaatser
- Leo Visser (1966), schaatser
- Edith van Dijk (1973), marathonzwemster
- Marco Bos (1986), schaatser
- Jopke van Dobbenburgh (2001), zangeres